# Damariscotta (Maine)
Damariscotta – jednostka osadnicza w Stanach Zjednoczonych, w stanie Maine, w hrabstwie Lincoln.

## Geografia
Jednostka osadnicza Damariscotta leży w środkowej części hrabstwa Lincoln, w stanie Maine. Według danych zebranych przez United States Census Bureau Damariscotta leży na wysokości 10 m n.p.m. i ma łączną powierzchnię 10,70 km², z czego 8.95 km² to ląd, a 1.75 km² (16,36%) to woda.

## Populacja
Według spisu ludności z 2010 roku Damariscotta była zamieszkiwana przez 1 142 mieszkańców. Do 2020 liczba mieszkańców wzrosła natomiast do 2 076.